# Васильевское (сельское поселение Чисменское)
Васильевское — деревня в Волоколамском районе Московской области России.
Относится к сельскому поселению Чисменское, до муниципальной реформы 2006 года относилась к Ждановскому сельскому округу. Население — 0 чел. (2010).

## Население
| 1852 | 1859 | 1926 | 2002 | 2006 | 2010 |
| ---- | ---- | ---- | ---- | ---- | ---- |
| 98   | →98  | ↗179 | ↘12  | ↘1   | ↘0   |

## Расположение
Деревня Васильевское расположена примерно в 10 км к юго-востоку от города Волоколамска. В деревне две улицы — Дачная и Лесная, зарегистрировано одно садовое товарищество. В полутора километрах от деревни расположена платформа Дубосеково Рижского направления Московской железной дороги, севернее — протекает река Лама (бассейн Иваньковского водохранилища).
Ближайшие населённые пункты — деревни Юрьево и Красиково. Часть домовладений имеет адрес без указания улицы. Территория деревни была расширена более чем вдвое в 1992 году в рамках т. н. «Программы возрождения малых и исчезающих деревень России», забытой с распадом СССР.
В Волоколамском районе есть ещё одна деревня с таким же названием, она расположена в 22 км к северо-западу и относится к сельскому поселению Ярополецкое.

## Исторические сведения
В «Списке населённых мест» 1862 года Васильевское — владельческое сельцо 2-го стана Волоколамского уезда Московской губернии по правую сторону почтового Московского тракта (из Волоколамска), в 15 верстах от уездного города, при реке Ламе, с 13 дворами и 98 жителями (48 мужчин, 50 женщин).
По данным на 1890 год входила в состав Тимошевской волости Волоколамского уезда, число душ мужского пола составляло 53 человека.
В 1913 году — 5 дворов и хутор.
По материалам Всесоюзной переписи населения 1926 года — деревня Нелидовского сельсовета Аннинской волости Волоколамского уезда, проживало 179 жителей (75 мужчин, 104 женщины), насчитывалось 36 крестьянских хозяйств.
С 1929 года — населённый пункт в составе Волоколамского района Московской области.